# NGC 164
NGC 164 (ook wel PGC 2181 of MCG 0-2-89) is een spiraalvormig sterrenstelsel in het sterrenbeeld Vissen.
NGC 164 werd op 3 augustus 1864 ontdekt door de Duitse astronoom Albert Marth.